# Státní převrat v Brazílii v roce 1964
Státní převrat v Brazílii v roce 1964 se odehrál ve dnech 31. března až 1. dubna 1964. Šlo o vojenský převrat, který svrhl prezidenta Joãa Goularta, ukončil tzv. čtvrtou brazilskou republiku a nastolil vojenskou diktaturu, která trvala až do roku 1985.
João Goulart, kterému přezdívali Jango, byl demokraticky zvolen viceprezidentem ve volbách v roce 1960. Do funkce prezidenta se dostal po rezignaci Jânia Quadrose v roce 1961. Goulart zemi převzal v době ekonomické i společenské krize, které se během jeho krátké vlády prohloubily. Goulartovy reformy byly všeobecně neoblíbené a mezi konzervativními, katolickými a armádními kruhy byl podezříván ze spolupráce s komunisty. Konzervativní kritici postupně získali podporu Spojených států amerických, které sponzorovaly destabilizační kampaně, konzervativní politickou opozici a nakonec tolerovaly vojenský převrat.
Dne 31. března armádní generál Olímpio Mourão Filho zahájil ve spolkovém státě Minas Gerais vzpouru. Spolkové státy brazilské federace se postupně rozdělily na podporovatele a odpůrce vlády a připravily se k boji. Nicméně João Goulart usiloval o deeskalaci konfliktu, jelikož si nepřál občanskou válku. Dobrovolně opustil zemi a uchýlil se do exilu v Uruguayi. Mezitím pučisté obsadili většinu země a národní kongres vyhlásil prezidentskou funkci za uvolněnou. Politická opozice nejdříve puč přivítala, jelikož se domnívala, že dojde k předání moci. Nicméně došlo k dvacetileté vládě vojenské junty, která se projevovala silným nacionalismem, autoritářstvím a proamerickou orientací.

## Pozadí

### Politická situace

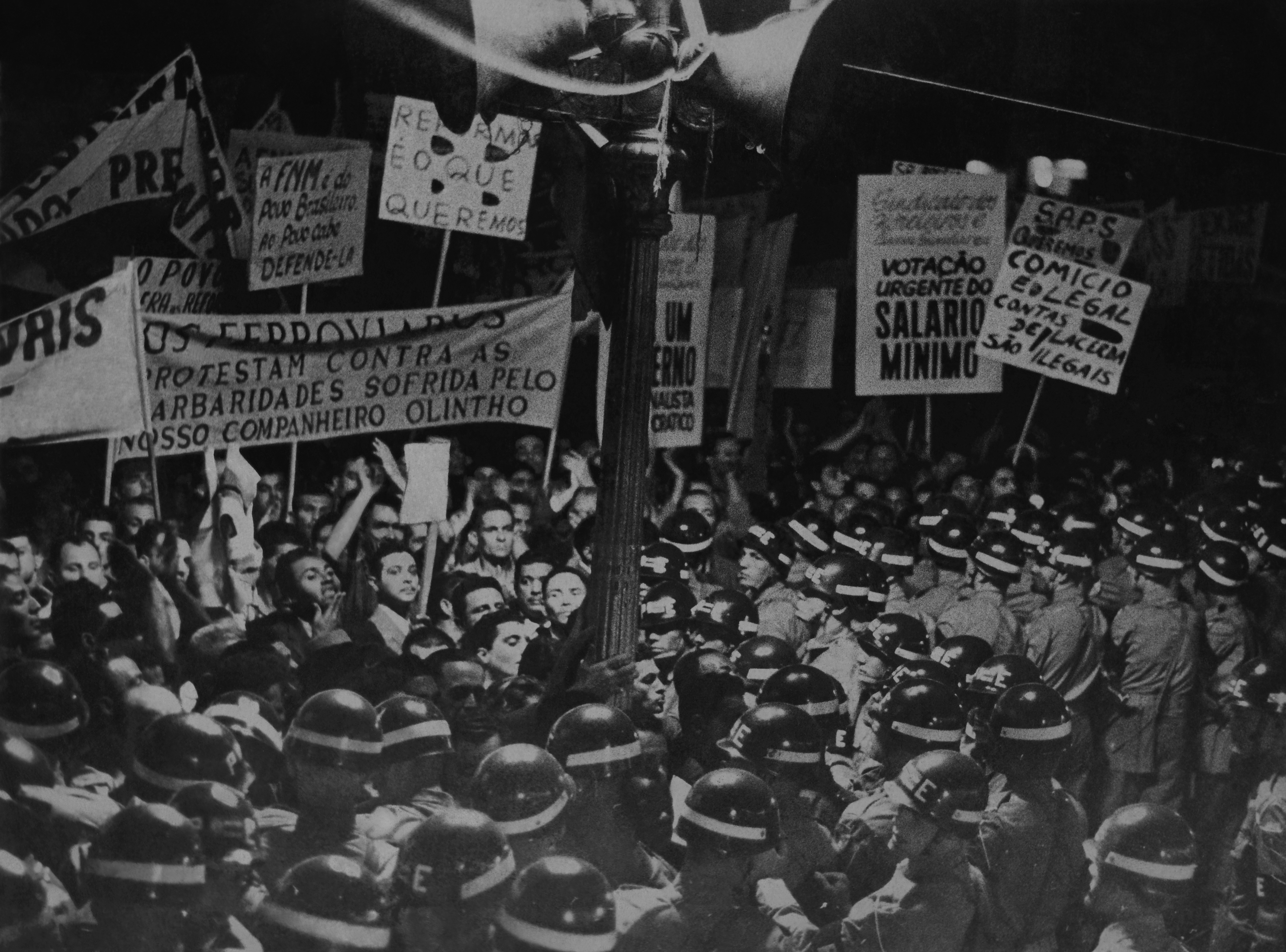
Shromáždění na podporu prezidenta Joãa Goularta (1963)

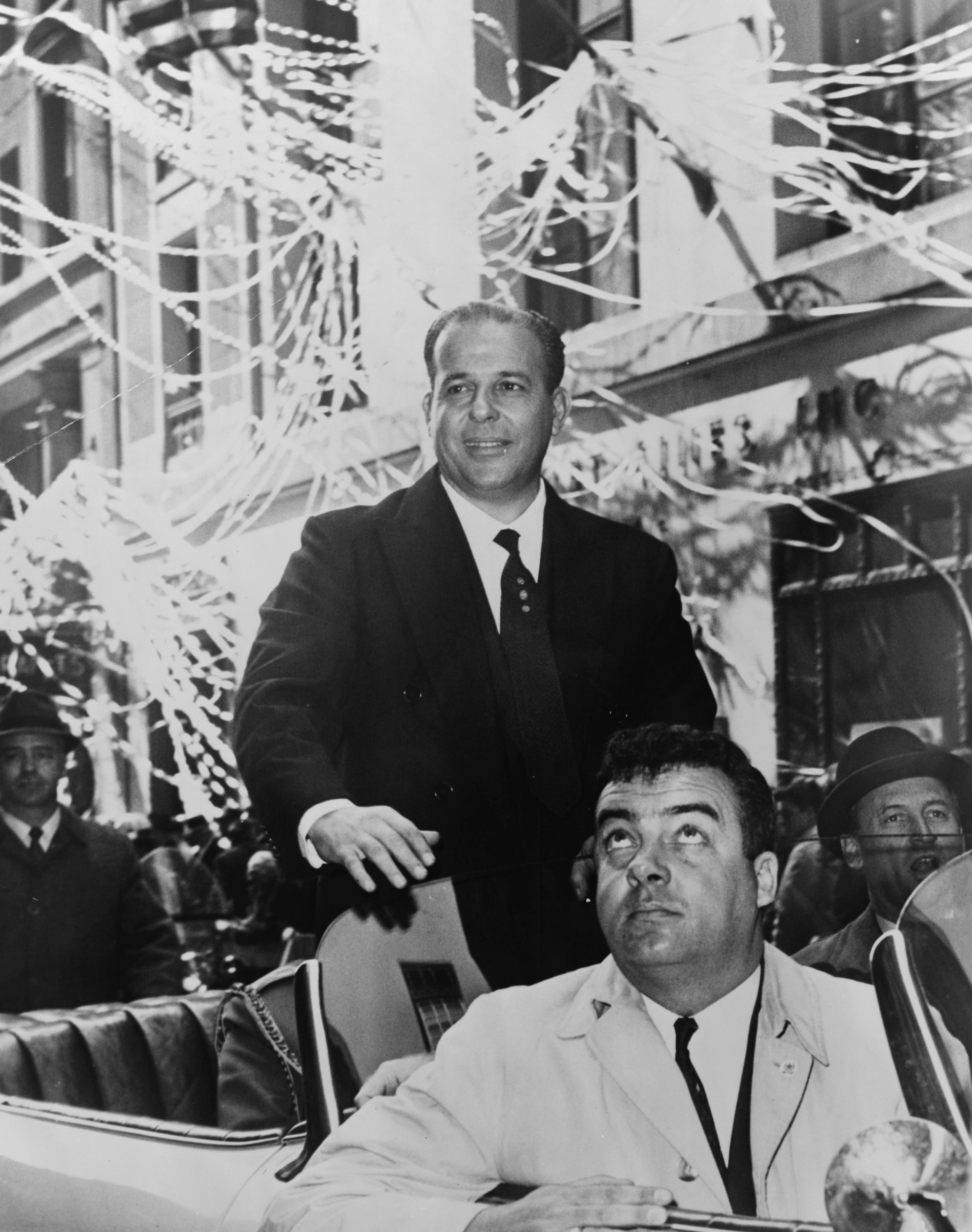
Prezident João Goulart v New Yorku (1962)

Během druhé světové války byl brazilským prezidentem Getúlio Vargas. Ten postupně u sebe koncentroval stále více moci a choval se stále více autoritářsky. Konec války posílil kritiku veřejnosti. Vargas byl v roce 1945 donucen zrušit cenzuru, propustit politické vězně a povolit volnou politickou soutěž. Tím byla povolena také Brazilská komunistická strana, která Vargase, na povel Sovětského svazu, následně podporovala. Ačkoliv Vargas slíbil svobodné volby a deklaroval, že sám kandidovat nebude, armáda byla znepokojena možností přechodu k diktatuře. V říjnu 1945 Vargas odvolal šéfa policie a nahradil ho svým bratrem, to se stalo rozbuškou pro vojenský převrat, který Vargase odstavil od moci. V prosinci 1945 se konaly první svobodné volby od roku 1934. Politická aréna se rozdělila na dva protichůdné proudy: 1) nacionalisty a 2) liberální konzervativce. Hlavní štěpnou linií byla (ne)ochota podporovat vstup zahraničního kapitálu a spolupráce se Spojenými státy americkými. V letech 1954, 1955 a 1961 se liberální konzervativci z řad armádních důstojníků pokusili o státní převrat.
V prezidentských volbách roku 1960 uspěl Jânio Quadros podporován velkou pravicovou stranou Národní demokratickou unií, a dále křesťanskými demokraty a jeho vlastní Národní stranou práce. Viceprezidentem se stal João Goulart z levicové Brazilské strany práce. Šlo o politické soupeře, jelikož v tehdejším brazilském volebním systému se prezident a viceprezident volili odděleně. Země byla tou dobou v ekonomické a společenské krizi. Jânio Quadros nebyl schopen najít dostatek podporovatelů pro svou politiku a tak pohrozil rezignací s cílem vynutit si podporu. Ta ovšem nepřišla a Quadros v roce 1961 byl nucen skutečně rezignovat. Quadros také mylně počítal s tím, že by konzervativní kruhy nepřipustily nástup levicového viceprezidenta. Nicméně proti Goulartovi se postavila armáda. Tři ministři, kteří byli současně důstojníky armády, odmítli Goulartovu inauguraci. Proti jejich odmítání se ale postavil Leonel Brizola, guvernér spolkového státu Rio Grande do Sul a Goulartův švagr, který to označil za protiústavní jednání. Brizola následně získal mezi politiky značnou podporu. Konzervativci poté navrhli vlastní řešení ústavní krize. Podpořili by Goulartovo převzetí funkce prezidenta, ale došlo by ke změně politického režimu z prezidentské republiky na parlamentní republiku, aby byly pravomoci prezidenta omezeny. Brizola byl nakonec úspěšný a Goulart se v září 1961 stal prezidentem.
Goulart se v rámci studené války začal přibližovat Sovětskému svazu a odsoudil americké sankce vůči Kubě (viz karibská krize). Nicméně udržoval nadále obchodní vazby se Spojenými státy, které byly jedním z věřitelů státního dluhu Brazílie.
V lednu 1963 se konalo referendum o návrhu přechodu k parlamentnímu režimu. Většina voličů tuto změnu odmítla a došlo tím k potvrzení prezidentských pravomocí Goularta. U opozici byl důležitým vývojem vznik Brazilského institutu demokratické akce (IBAD), napojeného na americkou Ústřední zpravodajskou službu (CIA), a Institutu pro výzkum a sociální studia (IPES), které sdružovaly „smetánku brazilské podnikatelské komunity“. Kromě antikomunistické ideologické propagandy byly tyto organizace centrem konspiračních teorií. Tyto instituty sponzorovaly konzervativce v parlamentních volbách roku 1963, čímž došlo k zahraničnímu vměšování ze strany USA.
V září 1963 se skupina nižších důstojníků námořnictva a letectva pokusila o převrat, ale jejich pokus byl rychle potlačen. Nicméně to posílilo společenskou kritiku prezidenta. Ten v reakci požádal o vyhlášení nouzového stavu, což se ovšem opět setkalo s kritikou, načež svůj návrh raději stáhl. Po této zkušenosti se začal hlasitě spojovat s politickou levicí a přešel do konfrontačního stylu. V březnu 1964 guvernér státu São Paulo Adhemar de Barros prosazoval impeachment prezidenta.

### Ekonomická situace
Quadros i Goulart sdělili po prezidentovi Juscelinu Kubitschekovi modernizovanou ale nevyrovnanou ekonomiku. Inflace neustále rostla a platební bilance byla deficitní. Inflace vzrostla z 30,5 % v roce 1960 na 79,9 % v roce 1963 a 92,1 % v roce 1964. Brazilské HDP rostlo v roce 1961 o 8,6 %, ale v roce 1963 pouze o 0,6 %. Rostoucí životní náklady podpořily organizaci a aktivitu odborů. V období od roku 1961 do roku 1963 proběhlo 430 stávek, oproti pouhým 180 stávkám v letech 1958 až 1960.
Země byla agrárnější než v současnosti: při sčítání lidu z roku 1960 žilo ve městech pouze 44,67 % populace. Půda měla vysoce koncentrované vlastnictví mezi malou skupinu vlastníků a byla obdělávána zastaralými technologiemi. Na venkovském severovýchodě země se formovaly Rolnické ligy, které se postupně radikalizovaly a volaly po „pozemkové reformě zákonem nebo silou“ namísto umírněné cesty nabízené Brazilskou komunistickou stranou. Levice, jejíž voličstvo byli zejména rolníci, následně kritizovala Goulartovy reformy, které nezahrnovaly dostatečně radikální změny.

## Průběh převratu

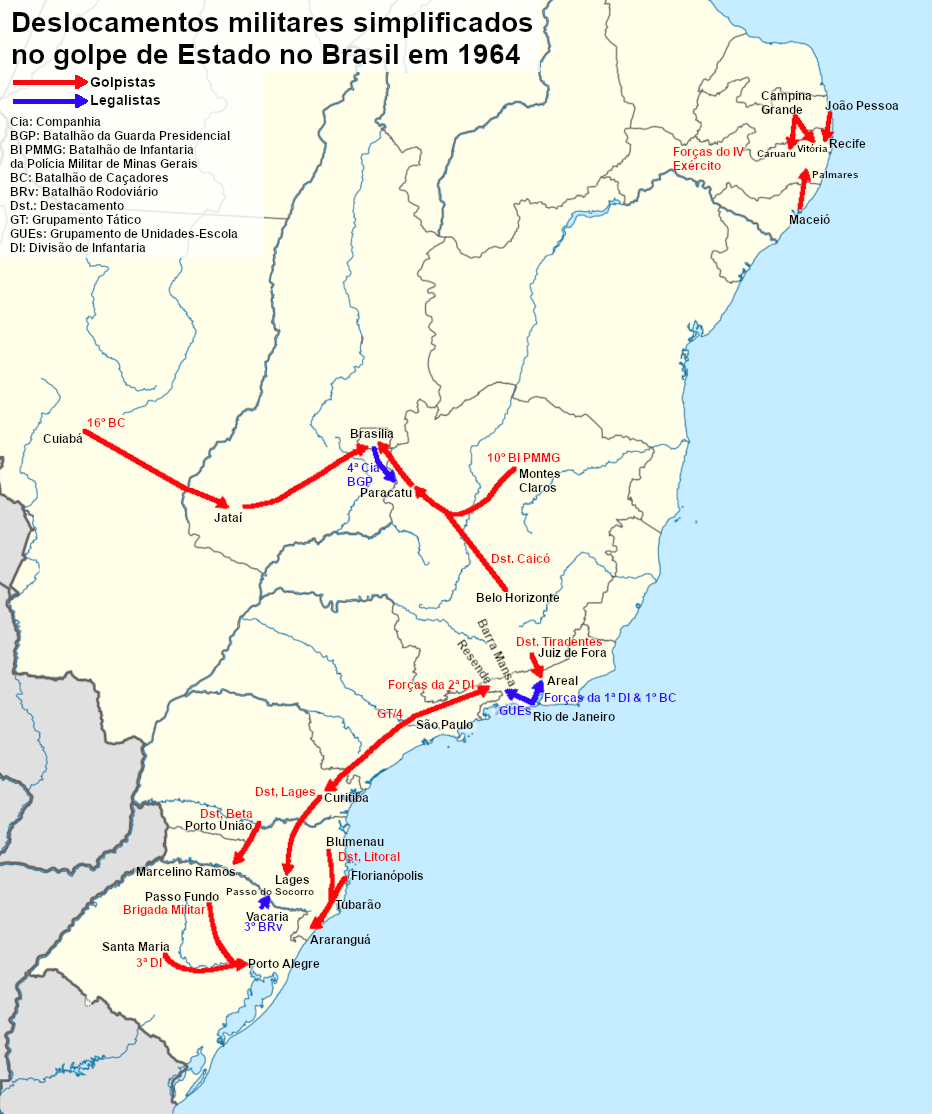
Pohyb armády během převratu

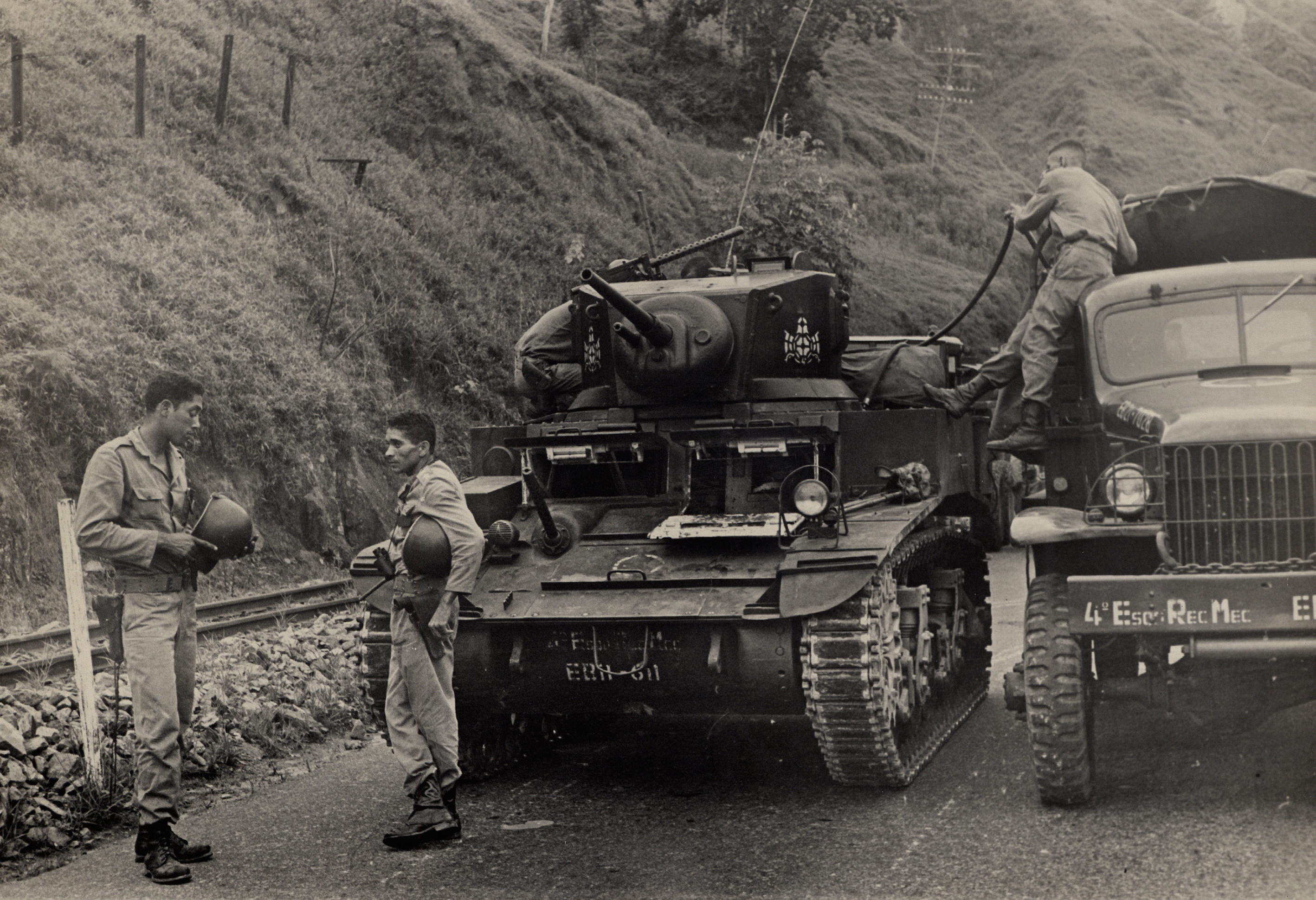
Jednotka pučistů v Minas Gerais (březen 1964)

Po celou dobu vlády Goularta různé složky brazilských ozbrojených sil plánovaly vlastní pokusy o převrat. Největší potenciál měly pučisté kolem generálů Castela Branka a Costy e Silvy. Castelo Branco byl náčelníkem generálního štábu armády. Pučisté se ve svém plánu soustředili hlavně na obsazení Ria de Janeira, coby centra země, a to i přesto, že správním centrem již byla Brasília. V dalších státech federace se do čela převratu postavili generálové Amaury Kruel (Pernambuco) a Joaquim Justino Alves Bastos (São Paulo). Ve státě Minas Gerais se do čela převratu postavil Olímpio Mourão Filho. Koordinace převratu v takto rozsáhlé zemi byla velmi složitá a až do posledního momentu, nebylo všem zapojeným jasné, kdy převrat vypukne.
Většina pučistů se připravovala na několikaměsíční boje a hrozilo vypuknutí občanské války. Převrat nakonec zahájil Olímpio Mourão Filho v Minas Gerais a překvapivě se obešel bez většího odporu. Ostatní pučisté se přidávali postupně, jak zpráva o vypuknutí převratu putovala přes telefony zemí. Oficiálně byl převrat oznámem až dvanáct hodin od jeho zahájení. I proto existovala šance na jeho potlačení. Nicméně prezident Goulart si vybral nekrvavou cestu a 1. dubna se vzdal. Celý převrat si vyžádal jen sedm smrtí civilistů. Goulart již v té době věděl o rozsahu armádního povstání, o podpoře pučistů ze strany Spojených států v případě války a o tom, že již několik guvernérů spolkových států se přidalo k pučistům. 
Proti převratu v jeho průběhu protestovali studenti a odbory plánovaly generální stávku, nicméně jejich lídři byli pozatýkáni.
Dne 2. dubna se sešel Národní kongres a rozhodl, že funkce prezidenta byla právě uvolněna. A to i přesto, že kongres neměl takovou ústavní pravomoc. Goulart byl navíc v té době stále na území Brazílie. Přesto se prozatímním prezidentem stal Ranieri Mazzilli, předseda Sněmovny reprezentantů, který dle ústavního pořádku byl první v pořadí na zástup prezidenta země. Jeho inauguraci okamžitě uznaly Spojené státy americké. Goulart se uchýlil do exilu, když 4. dubna překročil hranici do Uruguaye. Národní kongres následně legitimizoval převrat. Dne 11. dubna byl kongresem jmenován prezidentem pučista Humberto de Alencar Castelo Branco.
Pučisté odmítli, že by šlo o „převrat“, a celou akci nazvali „revolucí“. De facto se moci chopilo Nejvyšší velení revoluce generál Costa e Silva, admirál Augusto Rademaker Grünewald a Francisco de Assis Correia de Melo. Po převratu došlo k zatýkání tisíců osob, zejména z levice, odborů, studentských spolků, státních úřadů apod. Tyto osoby byly v politických procesech obviněny ze „subverze“.